# Жан-Бедел Бокаса
Жан-Бедел Бокаса (фр. Jean-Bédel Bokassa; Бобанги, 22. фебруар 1921 — Банги, 3. новембар 1996), познат и као цар Бокаса I од Централне Африке или Салах Един Ахмед Бокаса, био је војни диктатор и доживотни председник Централноафричке Републике од 1. јануара 1966. и цар Централноафричког царства од 4. децембра 1976. до 20. септембра 1979. када је збачен.
Бокаса је рођен 22. фебруара 1921. као једно од дванаесторо деце поглавице села Бобанги, на ивици тропске шуме око 80 километара од Бангија. Отац му је убијен 1927, а мајка је извршила самоубиство. Одрастао је у хришћанском мисионарском интернату. Учитељи у школи су му дали име Жан-Бедел. Придружио се војсци 1939. Борио се у Другом светском рату у Конгу и Европи на страни Слободних француских снага. После се борио у Индокини и Алжиру. Војним снагама Централноафричке Републике придружио се 1. јануара 1962. где је брзо напредовао. Председник државе и Бокасин рођак Давид Дако га је 1964. поставио на положај шефа генералштаба.
Бокаса је на власт дошао војним ударом 1. јануара 1966. и постао председник Централноафричке Републике. Иако је његов режим спровео многа убиства и злочине, био је релативно популаран. Заговарао је блиску сарадњу суседних афричких земаља и уживао подршку Француске. Осуђивао је корупцију и буржоазију, а ценио земљорадњу. Средином 1970их декларисао се као муслиман и променио име (Салах Един Ахмед Бокаса) да би добио финансијску помоћ Либије. Дана 4. децембра 1976. прогласио се за цара Бокасу I, а држава је добила име Централноафричко царство. Годину дана касније одржана је раскошна церемонија крунисања са 5000 званица која је била инспирисана церемонијом крунисања Наполеона 1804. До 1979. Бокасина популарност је опала. Јануара те године његов режим је у крви угушио социјални протест гимназијалаца.
Док је био у посети Либији Бокаса је збачен војним ударом 20. септембра 1979. Војни удар је организовала и помогла Француска. На власт се вратио Давид Дако који је прогласио повратак републике. Бокаса је избегао у Абиџан на 4 године, па у Француску. Године 1986. вратио се у земљу када је чуо гласине да ће бити дочекан као Наполеон по повратку са Елбе. То се показало као неистина. Бокаса је ухапшен и 1987. осуђен на смрт због убистава, тортуре и проневера. Оптужбе за канибализам су одбачене. Казна је касније преиначена у затворску. Помиловао га је председник Андре Колингба 1993. Бокаса је преминуо од срчаног удара 3. новембра 1996.
Председник Франсоа Бозизе га је рехабилитовао 1. децембра 2010. на 50. годишњицу независности земље.
Бокаса је имао укупно 17 жена и 39 деце.